# Martin Chalfie
Martin Chalfie (Chicago, 15 de janeiro de 1947) é um biólogo estadunidense.
É Ph.D. em neurobiologia pela Universidade Harvard e professor de Ciências Biológicas da Universidade Columbia.
Foi galardoado com o Nobel de Química de 2008, "pela descoberta e desenvolvimento da proteína verde fluorescente", conjuntamente com Roger Tsien e Osamu Shimomura.